# RADIO MASHUP
『RADIO MASHUP』（ラジオ マッシュアップ）は、2010年10月からFMヨコハマで毎週日曜18:30 - 19:00に放送されているラジオ番組である。

## 概要
2010年10月、EXILEのメンバーAKIRAの単独ラジオ番組として始まった。
2011年10月からメンバーの橘ケンチがパーソナリティに加わり、二人体制となった。
2012年12月の放送をもってAKIRAが番組を卒業し名誉会長となった。代わりに2013年1月からメンバーのTETSUYAがパーソナリティに加わり、神奈川県出身の橘ケンチ、TETSUYAによる二人体制となった。
LDHのアーティストをゲストに迎えることがある。

## 出演

### パーソナリティ
- 橘ケンチ（2011年10月 - ）
- TETSUYA（2013年1月 - ）

### 過去のパーソナリティ
- AKIRA（2010年10月 - 2012年12月）

## 放送時間
現在
- 毎週日曜 18:30 - 19:00（2011年1月 - ）

過去
- 毎週土曜 25:00 - 25:30（2010年10月 - 2011年1月）

## 主なコーナー
タフケン寺(じ)
自分だけでは解決できない悩みを師範のタフケンが"喝"を入れてズバッと解決。
空耳EXILE
EXILEの空耳曲をピックアップして紹介。